# Parc national de Ba Bể
Le parc national de Ba Bể est une réserve naturelle de la province de Bắc Kạn au Viêt Nam qui protège le lac de Ba Bể, ces berges et ces forêts à feuillages persistant. Il héberge notamment le chat marbré, félin rare d'Asie du sud-est.
Le parc est désigné site Ramsar depuis le 2 février 2011,.